# Merriam (Kansas)
Merriam ist eine Stadt im US-Bundesstaat Kansas im Johnson County. Das U.S. Census Bureau hat bei der Volkszählung 2020 eine Einwohnerzahl von 11.098 ermittelt. Bei Merriam handelt es sich um einen Vorort innerhalb der Metropolregion Kansas City. Die Stadt wurde zu Ehren von Charles Merriam benannt, einem einstigen Sekretär/Schatzmeister der damaligen Kansas City, Fort Scott and Gulf Railway, die durch das Gebiet führte. Der Siedlung wurde 1950 das Stadtrecht verliehen.

## Geografie
Merriam grenzt im Osten und Süden an die Städte Overland Park, im Westen an Shawnee und im Norden an Kansas City, Kansas (im Wyandotte County); die Stadt Lenexa liegt weniger als eine Meile südwestlich. Die Stadt überspannt etwa drei Meilen der Interstate 35 von weniger als einer Meile südwestlich der Kreuzung mit der Interstate 635 nach Süden bis zur 75th Street. Der Shawnee Mission Parkway, eine in Ost-West-Richtung verlaufende Straße, durchquert die Stadt fast in zwei Hälften. 

## Demografie
Nach der Schätzung von 2019 leben in Merriam 22.031 Menschen. Die Bevölkerung teilte sich im selben Jahr auf in 86,9 % Weiße, 6,1 % Afroamerikaner, 2,6 % Asiaten und 3,2 % mit zwei oder mehr Ethnizitäten. Hispanics oder Latinos aller Ethnien machten 9,9 % der Bevölkerung aus. Das mittlere Haushaltseinkommen lag bei 63.806 US-Dollar und die Armutsquote bei 11,1 %.
| Jahr | Einwohner¹ |
| ---- | ---------- |
| 1960 | 5.084      |
| 1970 | 10.851     |
| 1980 | 10.794     |
| 1990 | 11.821     |
| 2000 | 11.008     |
| 2010 | 11.003     |
| 2020 | 11.098     |

¹ 1960 – 2020: Volkszählungsergebnisse